# Новоплатонівський могильник
Новоплатонівський могильник розташовано за 3,5 км на північний схід від села Новоплатонівка Борівського району Харківської області на краю другої надзаплавної тераси лівого берега річки Оскіл.
Могильник включав 9 курганів, розташованих звивистим ланцюжком у широтному напрямку.
Досліджено повністю у 1987 році С. І. Берестнева.
Площа могильника розорювалася. Насипі складені з чорнозему.
Курган № 5 — овальної форми (42х50 м); інші — округлі, висотою 0,65-1,4 м та діаметром 26-31 метрів.
Виявлено 24 поховання харківсько-воронізької катакомбної культури.

## Джерело
- А. Т. Синюк, Ю. П. Матвеєв — Курганные комплексы среднедонской катакомбной культуры